# Eugenio Aguirre Benavides
Eugenio Aguirre Benavides fue un militar mexicano que participó en la Revolución mexicana.

## Inicios
Nació en Parras de la Fuente, Coahuila, el 6 de septiembre de 1884. Fue hijo de Rafael Aguirre Valdéz y Jovita Benavides Hernández. Sus hermanos Adrián Aguirre Benavides y Luis Aguirre Benavides también formaron parte importante en la Revolución. Participó en el movimiento maderista al lado de Antonio I. Villarreal y Cesáreo Castro. En 1912 luchó al lado de las fuerzas de Francisco I. Madero en contra de la sublevación de Pascual Orozco. En 1913, ante la usurpación del poder de Victoriano Huerta, se alió al constitucionalismo. 

## Villismo
Formó parte de la Junta de Jefes Revolucionarios de Chihuahua y La Laguna que, en la Hacienda de la Loma designó al General Francisco Villa como jefe de todas esas fuerzas, en septiembre de dicho año. Aguirre Benavides fue entonces nombrado Comandante de la Brigada Zaragoza; con ella participó en el ataque de Chihuahua de noviembre de 1913; en el Combate de Torreón y la Toma de Tlahualilo, ambos en marzo de 1914; en la Toma de Sacramento, al lado de las fuerzas de Rosalío Hernández; tuvo una destacada actuación en la toma de Torreón, de abril de 1914, combatiendo junto a Maclovio Herrera y José Isabel Robles; más tarde participó en las tomas de San Pedro de las Colonias y Paredón. Participó en la Toma de Zacatecas de junio de 1914, habiendo firmado el mensaje en el que desconocía lo ordenado por Venustiano Carranza. Ante la escisión revolucionaria de 1914, y ya como General, continuó al lado de Francisco Villa. Fue delegado en la Convención de Aguascalientes y formó parte de su comisión de Guerra. Votó por el retiro de Venustiano Carranza como Primer Jefe y conferenció con él como comisionado de la Convención.  Fue nombrado por Villa, Comandante del Ejército Convencionista y ocupó el cargo de Subsecretario de Guerra y Marina en el Gabinete de Eulalio Gutiérrez Ortiz, a quién acompañó en su peregrinar hacia el norte.
Según el investigador Francisco Ramos, productor del video "La Batalla de El Ébano", a finales de 1914 entre el 23 y 24 de diciembre, persiguiendo a los carrancistas Manuel C. Lárraga y César López de Lara, los villistas Eugenio Aguirre Benavides y Manuel Urbina (no Tomás Urbina) tuvieron un encuentro en la población de El Ébano, San Luis Potosí y faltó poco para poder romper las líneas carrancistas y llegar al puerto de Tampico, pero en el momento que se retiraban los carrancistas hacia Tampico por falta de hombres, llegó el general Andrés Saucedo (carrancista) con 500 hombres que iban a Tampico desde la población de Pánuco, Veracruz; se encontraban a la altura de la estación Tamos, cuando oyeron cañonazos y se dirigieron a ese punto y de inmediato se pusieron a las órdenes de Lárraga y Lara.
El general Aguirre Benavides estuvo a punto de romper la línea que protegía a Tampico (antes de la famosa Batalla de El Ébano); de haberlo hecho, las tropas villistas hubieran tomado el puerto y tal vez el villismo hubiera ganado, porque tendría acceso a las compañías petroleras y al dinero que se generaba en la aduana.

## Muerte
A mediados de 1915 fue hecho prisionero en las cercanías de Los Aldamas, Nuevo León, por el Coronel Teódulo Ramírez, que militaba en las tropas del General Emilio Nafarrate. Murió fusilado el 2 de junio de 1915, exactamente un mes antes del deceso del expresidente Porfirio Díaz, quien se encontraba en el exilio en Francia. Sus asesinos fueron fusilados por un grupo de carrancistas, no por su ejecución sino por un pleito personal con unos oficiales leales a Carranza. Sus restos fueron recuperador por sus familiares, quienes le dieron cristiana sepultura.